# 29 de maio
29 de maio é o 149.º dia do ano no calendário gregoriano (150.º em anos bissextos). Faltam 216 dias para acabar o ano.

## Eventos históricos

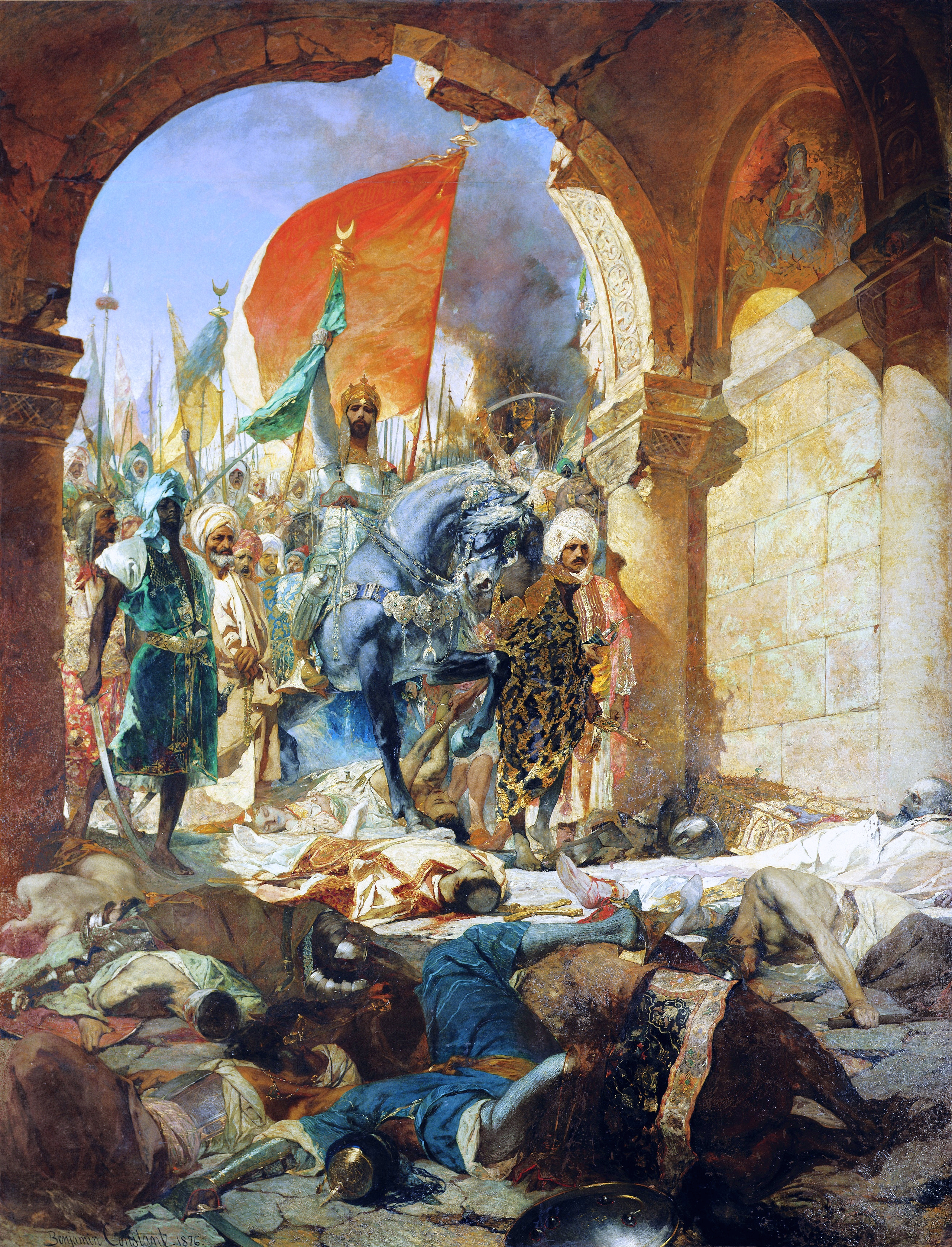
1453: Queda de Constantinopla

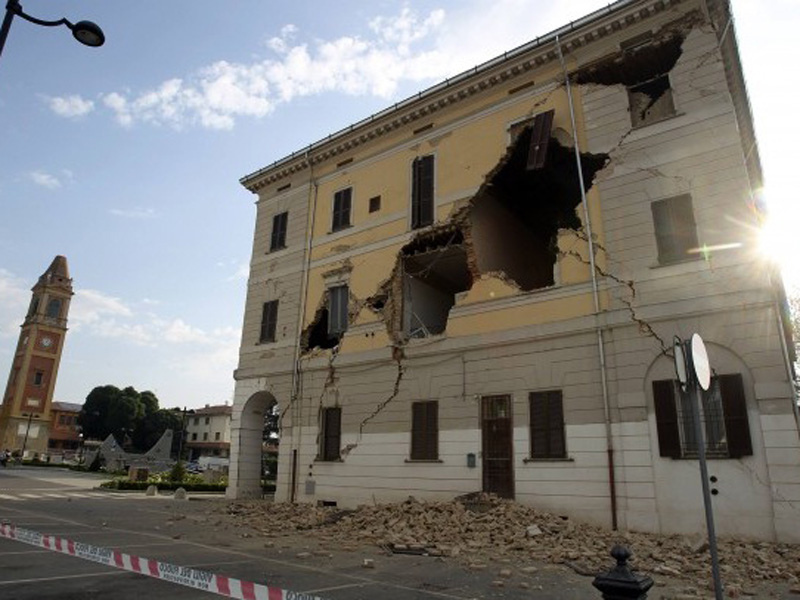
2012: Sismos atingem o norte da Itália

- 0363 — O imperador romano Juliano derrota o exército sassânida na Batalha de Ctesifonte, sob as muralhas da capital sassânida, mas é incapaz de tomar a cidade.
- 1108 — Batalha de Uclés: tropas almorávidas sob o comando de Tamim ibn Yusuf derrotam uma aliança de Castela e Leão sob o comando do príncipe Sancho Alfónsez.
- 1176 — Batalha de Legnano: a Liga Lombarda derrota o imperador Frederico I do Sacro Império Romano-Germânico.
- 1328 — Filipe VI é coroado rei da França.
- 1385 — Batalha de Trancoso entre forças portuguesas e castelhanas é o primeiro sinal da vitória dos portugueses durante o interregno que é a Crise de 1383-1385.
- 1416 — Ocorre a Batalha de Gallipoli entre a marinha da República de Veneza e o Império Otomano.
- 1453 — Queda de Constantinopla; o sultão otomano Maomé II, o Conquistador conquista Constantinopla depois de um cerco de seis semanas, pondo fim ao Império Bizantino, um evento que muitos consideram marcar o fim da Idade Média e o início da Idade Moderna.
- 1537 — Emitida a Bula do Papa Paulo II contra a escravização dos índios.
- 1652 — Batalha de Goodwin Sands dá início a Primeira Guerra Anglo-Holandesa.
- 1660 — Restauração Inglesa: Carlos II é restaurado ao trono da Inglaterra, Escócia e Irlanda.
- 1807 — Mustafa IV tornou-se sultão do Império Otomano e califa do Islã.
- 1864 — O imperador Maximiliano I do México chega ao México pela primeira vez.
- 1867 — Compromisso austro-húngaro de 1867 ("o Compromisso") nasce através do Ato 12, que estabelece o Império Austro-Húngaro.
- 1918
  - A Guarda Nacional do Brasil, uma força paramilitar do país, é extinta.
  - A Armênia derrota o Exército Otomano na Batalha de Sardarabad.
- 1919 — A teoria da relatividade geral de Albert Einstein é testada (mais tarde confirmada) por Arthur Stanley Eddington e Andrew Crommelin.
- 1925 — O explorador britânico Percy Harrison Fawcett parte para a missão na qual ocorreria seu desaparecimento na Serra do Roncador, estado de Mato Grosso, Brasil.
- 1926 — Em Portugal, na sequência do Golpe de Estado de 28 de Maio de 1926, é destituído o 45.º governo republicano e os seus poderes são atribuídos à Junta de Salvação Pública chefiada por José Mendes Cabeçadas.
- 1932 — Veteranos estadunidenses da Primeira Guerra Mundial começam a se reunir em Washington, D.C., como o Bonus Army para solicitar bônus em dinheiro prometidos a eles a serem pagos em 1945.
- 1935 — Primeiro voo do avião de combate Messerschmitt Bf 109.
- 1936 — Criado o Instituto Brasileiro de Geografia e Estatística (IBGE) com o nome antigo Instituto Nacional de Estatística.
- 1953 — Tenzing Norgay e Edmund Hillary são os primeiros a atingir o cume do Monte Everest.
- 1964
  - Liga Árabe se reúne em Jerusalém Oriental para discutir a questão palestina, levando à formação da Organização para a Libertação da Palestina.
  - Depois de depô-los em um golpe de janeiro, o líder sul-vietnamita Nguyễn Khánh condenou os generais rivais Tran Van Don e Le Van Kim por "moralidade negligente".[1]
- 1982
  - O Papa João Paulo II torna-se o primeiro pontífice a visitar a Catedral de Cantuária.
  - Guerra das Malvinas: o Exército Britânico derrota o Exército Argentino na Batalha de Goose Green.
- 1985 — Tragédia no Estádio Heysel: trinta e nove torcedores morreram e centenas ficaram feridos quando um muro de contenção caiu.
- 1987 — Inauguração da Casa e do Parque de Serralves na freguesia de Lordelo do Ouro, Portugal.
- 1988 — O presidente dos Estados Unidos, Ronald Reagan, inicia sua primeira visita à União Soviética quando chega a Moscou para uma cúpula de superpotências com o líder soviético Mikhail Gorbachev.
- 1989 — Assinatura de acordo entre o Egito e os Estados Unidos, permitindo a fabricação de peças do caça a jato F-16 no Egito.
- 1990 — O Congresso dos Deputados do Povo da Rússia elege Boris Ieltsin como Presidente da República Socialista Federativa Soviética da Rússia.
- 1998 — FEPASA (Ferrovia Paulista S.A.) é extinta ao ser incorporada a RFFSA (Rede Ferroviária Federal), iniciando-se assim o processo de privatização da malha ferroviária brasileira.
- 1999
  - Olusegun Obasanjo assume o cargo de presidente da Nigéria, o primeiro chefe de estado eleito e civil na Nigéria após 16 anos de regime militar.
  - Ônibus espacial Discovery conclui seu primeiro acoplamento com a Estação Espacial Internacional.
- 2005 — A França rejeita a Constituição da União Europeia em um referendo nacional.[2]
- 2008 — Um terremoto duplo, de magnitude de 6,1, atinge a Islândia perto da cidade de Selfoss, ferindo 30 pessoas.[3]
- 2012 — Um sismo de magnitude 5,8 atinge o norte da Itália perto de Bolonha, matando pelo menos 24 pessoas.
- 2019 — Um cruzeiro fluvial colide com outro navio e afunda em Budapeste, Hungria, matando pelo menos vinte pessoas.

## Nascimentos

### Anteriores ao século XIX
- 1421 — Carlos, Príncipe de Viana (m. 1461).
- 1439 — Papa Pio III (m. 1503).
- 1568 — Virgínia de Médici, duquesa de Módena e Régio (m. 1615).
- 1627 — Ana Maria Luísa de Orleães, duquesa de Montpensier (m. 1693).
- 1645 — Isabella Tomasi, nobre e religiosa católica italiana (m. 1699).
- 1698 — Edmé Bouchardon, escultor francês (m. 1762).
- 1630 — Carlos II de Inglaterra (m. 1685).
- 1716 — Louis Daubenton, naturalista francês (m. 1799 ou 1800).
- 1767 — Philippe Lebon, inventor francês (m. 1804).
- 1794 — Antoine Bussy, farmacêutico e químico francês (m. 1882).

### Século XIX

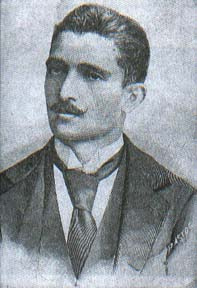
Adolfo Caminha

- Adolfo Caminha1841 — Hugo Gyldén, astrônomo sueco (m. 1896).
- 1846 — Albert Apponyi, aristocrata e político húngaro (m. 1933).
- 1860 — Isaac Albéniz, músico espanhol (m. 1909).
- 1867 — Adolfo Caminha, escritor brasileiro (m. 1897).
- 1868 — Abdul Mejide II, sultão otomano (m. 1944).
- 1869 — Ulrich von Brockdorff-Rantzau, diplomata alemão (m. 1928).
- 1874 — G. K. Chesterton, escritor britânico (m. 1936).

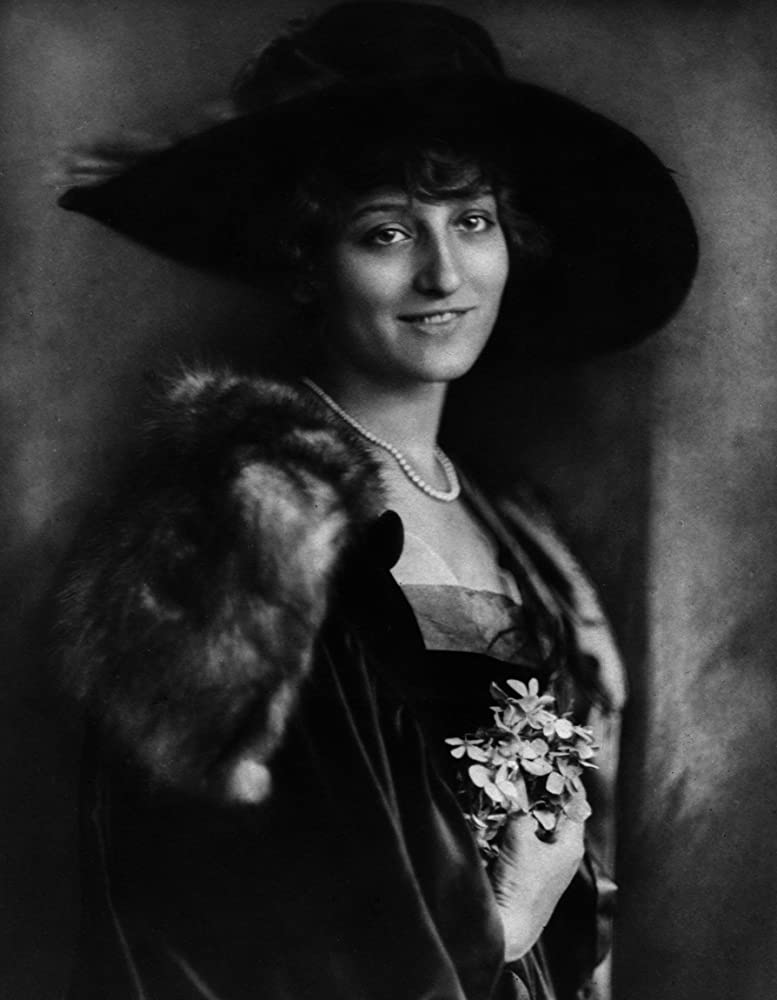
Eva May

- Eva May1875 — Jorge Newbery, aviador, engenheiro e desportista argentino (m. 1914).
- 1877 — Otto Gebühr, ator e diretor teatral alemão (m. 1954).
- 1880 — Oswald Spengler, filósofo e historiador alemão (m. 1936).
- 1881 — Frederick Septimus Kelly, remador, compositor e músico australiano (m. 1916).
- 1882 — Harry Bateman, matemático britânico (m. 1946).
- 1890 — Teodora de Saxe-Meiningen (m. 1972).
- 1892 — Alfonsina Storni, poetisa suíça (m. 1938).
- 1894 — Josef von Sternberg, diretor, roteirista e produtor de cinema austríaco (m. 1969).
- 1897 — Erich Wolfgang Korngold, compositor austríaco (m. 1957).

### Século XX

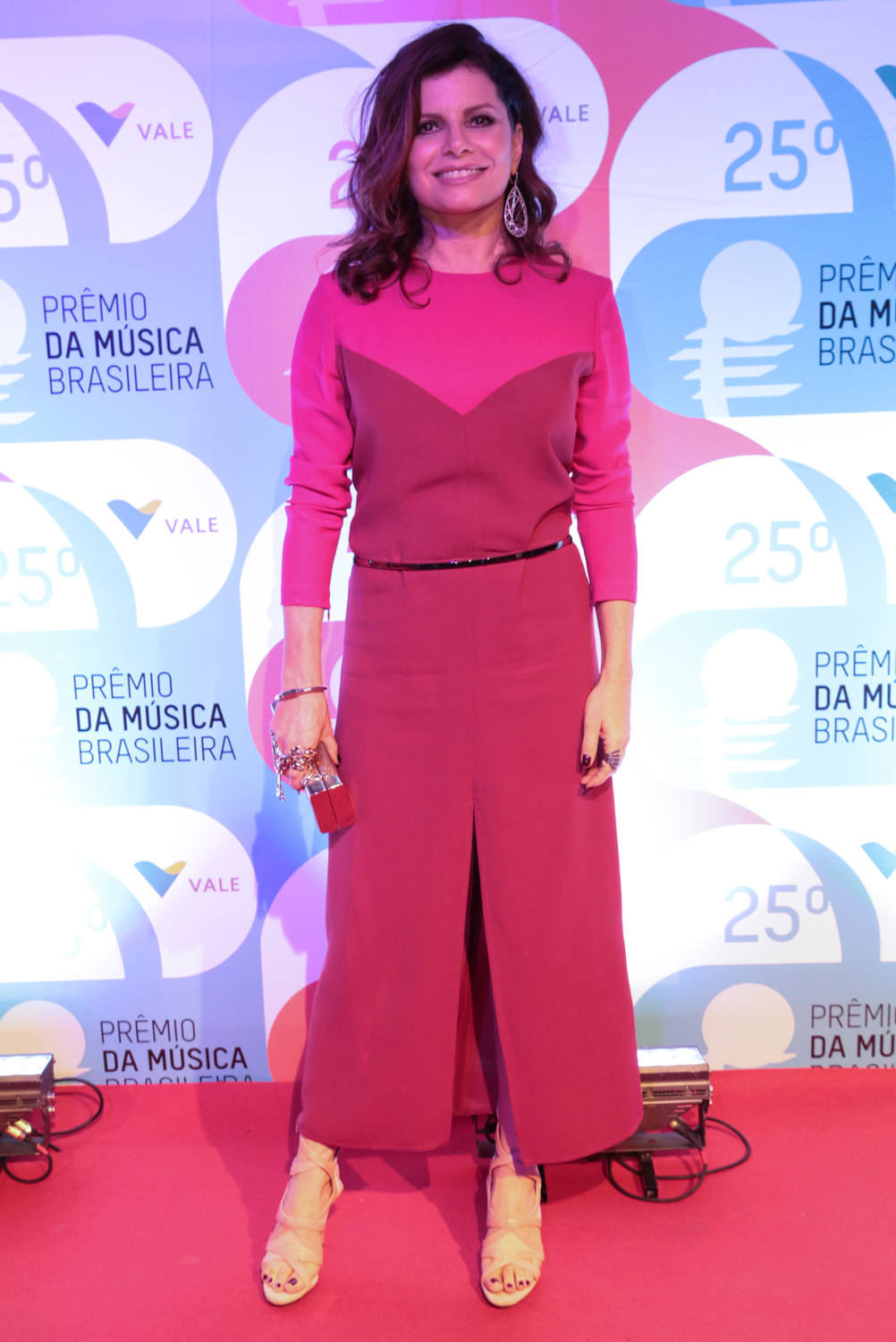
Débora Bloch

#### 1901–1950
- 1901 — Inga Tidblad, atriz sueca (m. 1975).
- 1902 — Eva May, atriz austríaca (m. 1924).
- 1903 — Bob Hope, ator e comediante britânico (m. 2003).
- 1905 — Sebastian Lewis Shaw, ator, novelista e diretor estadunidense (m. 1994).
- 1906 — T. H. White, escritor britânico (m. 1964).
- 1910
  - Ralph Metcalfe, atleta e político estadunidense (m. 1978).
  - Peter Platzer, futebolista austríaco (m. 1959).
- 1911 — Lea Goldberg, escritora e tradutora israelense (m. 1970).
- 1914 — Georges Putmans, futebolista belga (m. 1989).
- 1917
  - John Fitzgerald Kennedy, político estadunidense (m. 1963).
  - Marcel Trudel, historiador e escritor canadense (m. 2011).
- 1920
  - John Harsanyi, economista húngaro (m. 2000).

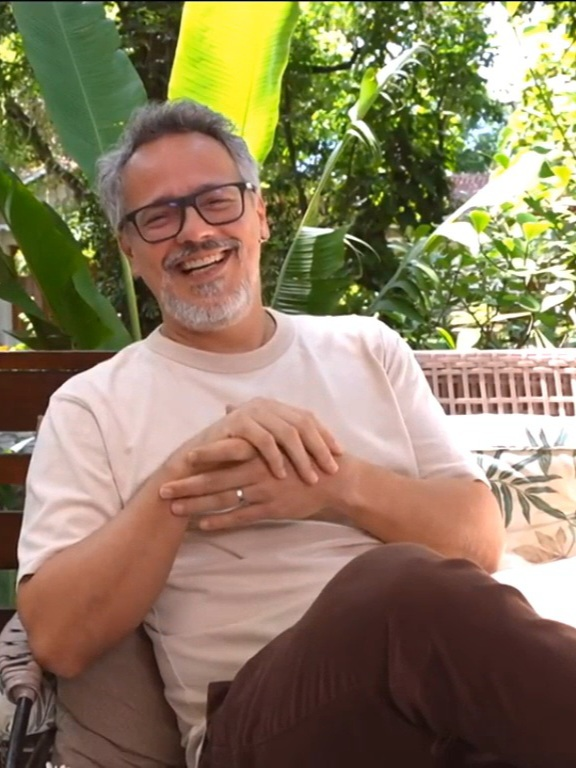
Danton Mello

  - Danton MelloClifton James, ator estadunidense (m. 2017).
- 1921 — Karen Hoff, remadora dinamarquesa (m. 2000).
- 1922
  - Iánnis Xenákis, engenheiro, arquiteto e compositor grego (m. 2001).
  - Joe Weatherly, automobilista norte-americano (m. 1964).
  - Jacques Morel, ator francês (m. 2008).
- 1923 — Eugene Wright, músico norte-americano (m. 2020).
- 1926
  - Abdoulaye Wade, político senegalês.
  - Halaevalu Mata'aho, rainha-consorte de Tonga (m. 2017).
- 1929 — Peter Higgs, físico britânico (m. 2024).
- 1931 — Osvaldo Héctor Cruz, futebolista argentino (m. 2023).
- 1932 — Richie Guerin, ex-jogador de basquete estadunidense.
- 1933 — William Yorzyk, nadador estadunidense (m. 2020).
- 1935
  - Bruno Rodzik, futebolista francês (m. 1998).
  - Sylvia Robinson, cantora, musicista, produtora musical e executiva norte-americana (m. 2011).
  - André Brink, romancista, ensaísta e poeta sul-africano (m. 2015).
- 1937 — Alois Kothgasser, arcebispo austríaco (m. 2024).
- 1939
  - Al Unser, automobilista estadunidense (m. 2021).
  - Isabelle Corey, atriz francesa (m. 2011).
  - Emilio Di Biasi, ator e diretor brasileiro (m. 2020).
- 1940
  - Farooq Leghari, político paquistanês (m. 2010).
  - Taihō Kōki, lutador de sumô japonês (m. 2013).
- 1944
  - Maurice Bishop, político granadino (m. 1983).
  - Helmut Berger, ator austríaco (m. 2023).
- 1945
  - Gary Brooker, músico britânico (m. 2022).
  - Manuel Duarte, futebolista português (m. 2022).
- 1946
  - Héctor Yazalde, futebolista argentino (m. 1997).
  - Jair Pereira, ex-futebolista e treinador de futebol brasileiro.
  - Héctor Veira, ex-futebolista e treinador de futebol argentino.
- 1947
  - Anatoli Polivoda, jogador de basquete ucraniano (m. 2024).
  - Anthony Geary, ator norte-americano.
- 1948 — Nick Mancuso, ator ítalo-canadense.
- 1949
  - Francis Rossi, músico britânico.
  - Brian Kidd, ex-futebolista e treinador de futebol britânico.
- 1950
  - Isabel Alçada, escritora e professora portuguesa.
  - Rebbie Jackson, atriz e cantora estadunidense.

#### 1951–2000
- 1951 — Peter Chernin, empresário e produtor cinematográfico estadunidense.
- 1952 — Pia Tafdrup, escritora dinamarquesa.
- 1953 — Danny Elfman, músico estadunidense.
- 1954
  - John Hencken, ex-nadador estadunidense.
  - Gary L. Francione, acadêmico, ativista e filósofo norte-americano.
  - Jerry Moran, político e jurista estadunidense.
- 1955
  - Mike Porcaro, músico estadunidense (m. 2015).
  - John Hinckley Jr., criminoso norte-americano.
- 1956
  - Blairo Maggi, engenheiro agrônomo, empresário e político brasileiro.
  - La Toya Jackson, cantora estadunidense.
- 1957
  - Ted Levine, ator estadunidense.
  - Martín Caparrós, escritor e jornalista argentino.
  - Jean-Christophe Yoccoz, matemático francês (m. 2016).
- 1958
  - Annette Bening, atriz estadunidense.
  - Juliano Mer-Khamis, ator, diretor e ativista israelense (m. 2011).
- 1959
  - Gretchen, cantora brasileira.
  - Rupert Everett, ator britânico.
  - Maribel Guardia, atriz e modelo costarriquenha.
- 1960 — Håkan Ericson, ex-futebolista e treinador de futebol sueco.
- 1961 — Melissa Etheridge, cantora estadunidense.
- 1962
  - Luís Roberto, apresentador e locutor esportivo brasileiro.
  - Bisi Silva, curadora de arte nigeriana (m. 2019).
- 1963
  - Débora Bloch, atriz brasileira.
  - Ukyo Katayama, ex-automobilista japonês.
  - Blaze Bayley, músico britânico.
- 1965
  - Marcelo Ramírez, ex-futebolista chileno.
  - Emilio Sánchez, ex-tenista espanhol.
  - Toninho dos Santos, ex-futebolista brasileiro.
- 1967
  - Noel Gallagher, músico britânico.
  - Alexandre Gallo, ex-futebolista, treinador de futebol e dirigente esportivo brasileiro.
- 1968 — Jorge Gabriel, apresentador de televisão português.
- 1969 — Peter Karlsson, mesa-tenista sueco.
- 1970
  - Roberto Di Matteo, ex-futebolista e treinador de futebol italiano.
  - Sergey Zlobin, ex-automobilista russo.
- 1971 — Bernd Mayländer, automobilista alemão.
- 1972 — Laverne Cox, atriz norte-americana.
- 1973
  - Alpay Özalan, ex-futebolista turco.
  - Carlos Bonow, ator brasileiro.
- 1975
  - Danton Mello, ator e dublador brasileiro.
  - Melanie Brown, cantora britânica.
- 1976
  - Cláudio Caçapa, ex-futebolista e treinador de futebol brasileiro.
  - Yegor Titov, ex-futebolista russo.
- 1977
  - António Lebo Lebo, ex-futebolista angolano.
  - Zé Diogo Quintela, humorista português.
  - Cecília Meireles, política e jurista portuguesa.
  - Massimo Ambrosini, ex-futebolista italiano.
  - Marco Cassetti, ex-futebolista italiano.
- 1978
  - Sébastien Grosjean, ex-tenista francês.
  - Jorginho, futebolista português.
- 1979
  - Arne Friedrich, ex-futebolista alemão.
  - Brian Kendrick, wrestler estadunidense.
  - Teddy Schwarzman, produtor de cinema norte-americano.
  - Martin Stocklasa, ex-futebolista e treinador de futebol liechtensteinense.
  - Flávia Guedes, atriz brasileira.
- 1980 — Ernesto Farías, ex-futebolista argentino.
- 1981
  - Juliana Knust, atriz brasileira.
  - Fernanda Motta, modelo e apresentadora brasileira.
  - Andrey Arshavin, ex-futebolista russo.
  - Justin Chon, ator estadunidense.
  - Sacha Bali, ator brasileiro.
- 1982
  - Ana Beatriz Barros, modelo brasileira.
  - Dennis Masina, ex-futebolista essuatiniano.
  - Anita Briem, atriz islandesa.
  - Fatima Bhutto, escritora paquistanesa.
  - André Ghem, ex-tenista brasileiro.
  - Saleh Al-Sheikh, futebolista kuwaitiano.
- 1983
  - Alberto Medina, ex-futebolista mexicano.
  - Gisele Nascimento, cantora e compositora brasileira.
  - Jean Makoun, ex-futebolista camaronês.
  - Andrey Harbunow, ex-futebolista bielorrusso.
- 1984
  - Carmelo Anthony, ex-jogador de basquete estadunidense.
  - Prapawadee Jaroenrattanatarakoon, atleta tailandesa de levantamento de peso.
  - Alysson Paradis, atriz francesa.
  - Gabriel Enrique Gómez, ex-futebolista panamenho.
- 1985
  - Simone Bentivoglio, ex-futebolista italiano.
  - Ignacio Scocco, ex-futebolista argentino.
  - Kyra Gracie, ex-lutadora de jiu-jitsu brasileira.
  - Momed Hagi, futebolista moçambicano.
  - Hernanes, ex-futebolista brasileiro.
  - Nicolás Riera, ator e cantor argentino.
- 1986
  - Eleazar Gómez, ator e cantor mexicano.
  - Darya Kustova, ex-tenista bielorrussa.
  - Dylan Postl, wrestler estadunidense.
- 1987
  - Léo Veloso, ex-futebolista brasileiro.
  - Alessandra Torresani, atriz estadunidense.
  - Adriano Pagode, ex-futebolista brasileiro.
  - Yanet Bermoy, judoca cubana.
  - Im Se-mi, atriz sul-coreana.
  - Luís Leal, futebolista são-tomense.
  - Kenny de Schepper, tenista francês.
  - Daniela Ryf, triatleta suíça.
- 1988 — Cheng Fei, ginasta chinesa.
- 1989
  - Petros, futebolista brasileiro.
  - Brandon Mychal Smith, ator estadunidense.
  - Martín Campaña, futebolista uruguaio.
  - Riley Keough, atriz estadunidense.
  - Luciano Taccone, triatleta argentino.
- 1990
  - David Gharibyan, ator e modelo armênio.
  - Marinho, futebolista brasileiro.
- 1991 — Tan Zhongyi, enxadrista chinesa.
- 1992
  - Gregg Sulkin, ator britânico.
  - Alessandro Tonelli, ciclista italiano.
- 1993
  - Jana Čepelová, ex-tenista eslovaca.
  - Richard Carapaz, ciclista equatoriano.
  - Felix Nieder, modelo e escritor alemão.
- 1994 — Paloma Kwiatkowski, atriz canadense.
- 1995 — Nicolas Pépé, futebolista francês.
- 1996 — R. F. Kuang, escritora sino-americana.
- 1997 — Olaf Roggensack, remador alemão.
- 1998
  - Lucía Gil, cantora e atriz espanhola.
  - Markelle Fultz, jogador de basquete norte-americano.
  - Clément Champoussin, ciclista francês.
  - Felix Passlack, futebolista alemão.
- 1999 — Park Ji-hoon, cantor sul-coreano.

### Século XXI
- 2001 — Oussama El Azzouzi, futebolista marroquino.

## Mortes

### Anteriores ao século XIX
- 1040 — Reinaldo I de Nevers (n. 1000).
- 1259 — Cristóvão I da Dinamarca (n. 1219).
- 1331 — Jaime II de Maiorca (n. 1243).
- 1379 — Henrique II de Castela (n. 1334).
- 1453 — Constantino XI Paleólogo, imperador bizantino (n. 1404).
- 1500 — Bartolomeu Dias, explorador português (n. 1450).

### Século XIX
- 1814 — Josefina de Beauharnais, imperatriz consorte francesa (n. 1763).
- 1847 — Emmanuel de Grouchy, general francês (n. 1766).
- 1867 — Carlos de Morais Camisão, militar brasileiro (n. 1824).
- 1873 — Frederico de Hesse e Reno (n. 1869).
- 1892 — Bahá'u'lláh, líder religioso persa (n. 1817).

### Século XX
- 1910 — Mily Balakirev, compositor russo (n. 1837).
- 1914 — Paul von Mauser, empresário e desenhador de armas alemão (n. 1838).
- 1921 — Abbott Handerson Thayer, artista e naturalista norte-americano (n. 1849).
- 1923 — Adolf Oberländer, pintor e caricaturista alemão (n. 1845).
- 1940 — Mary Anderson, atriz norte-americana (n. 1859).
- 1958 — Juan Ramón Jiménez, escritor espanhol (n. 1881).
- 1973 — P. Ramlee, ator e cantor malaio (n. 1929).
- 1979 — Mary Pickford, atriz canadense (n. 1892).
- 1980 — Max, fadista português (n. 1918).
- 1982 — Romy Schneider, atriz austríaca (n. 1938).
- 1994 — Erich Honecker, político alemão (n. 1912).
- 1997 — Jeff Buckley, músico, cantor e compositor estadunidense (n. 1966).
- 1999 — João Carlos de Oliveira, atleta brasileiro (n. 1954).

### Século XXI
- 2006 — Johnny Servoz-Gavin, automobilista francês (m. 1942).
- 2008 — Luc Bourdon, jogador de hóquei no gelo canadense (n. 1987).
- 2009 — Karine Ruby, snowboarder francesa (n. 1978).
- 2010 — Dennis Hopper, ator e diretor estadunidense (n. 1935).
- 2011
  - Sergei Bagapsh, político russo (n. 1949).
  - Ferenc Mádl, político húngaro (n. 1930).
- 2013 — Márcio Ribeiro, ator, apresentador e comediante brasileiro (n. 1964).
- 2017 — Manuel Noriega, político e militar panamenho (n. 1934).
- 2018
  - José Carlos Mesquita Teixeira, político brasileiro (n. 1936).
  - Luciano José Cabral Duarte, arcebispo brasileiro (n. 1925).
- 2019
  - Walcyr Monteiro, escritor brasileiro (n. 1940).
  - Tony Glover, músico estadunidense (n. 1939).
  - Bayram Şit, lutador turco (n. 1930).
- 2020 — Gilberto Dimenstein, jornalista brasileiro (n. 1956).
- 2025 — Roberto Gomes Guimarães, prelado brasileiro (n. 1936).

## Feriados e eventos cíclicos

### Brasil
- Aniversário do município de São Pedro do Turvo - São Paulo
- Aniversário do município de Potim - São Paulo
- Aniversário do município de Ajuricaba - Rio Grande do Sul
- Aniversário do município de Uruguaiana - Rio Grande do Sul
- Aniversário do município de Santo Antônio de Jesus - Bahia
- Dia Nacional de Manifestações e Paralisações
- Dia do Operador de Empilhadeira
- Dia do Geógrafo
- Dia do Estatístico

### Portugal
- Feriado Municipal de Trancoso

### Turquia
- Dia da Tomada de Constantinopla — Istambul

### Internacional
- Dia Mundial da Energia.
- Dia Internacional dos Soldados da Paz das Nações Unidas

### Cristianismo
- Alexandre I de Alexandria
- Elia de São Clemente
- Helena Dragasa
- Papa Paulo VI
- Teodósia de Constantinopla

## Outros calendários
- No calendário romano era o 4.º dia (IV) antes das calendas de junho.
- No calendário litúrgico tem a letra dominical B para o dia da semana.
- No calendário gregoriano a epacta do dia é *.